# Frans Mouws
Frans Mouws (Lepelstraat, 14 februari 1970) is een Nederlands schrijver, biograaf en uitgever.
Mouws volgde de middelbare school in Bergen op Zoom en werd vervolgens opgeleid tot stuurman. Van 1995 tot 2003 was hij onder meer zeeman en bedrijfskundige.
In 2003 verscheen zijn eerste boek: het bibliografische Boudewijn Büch, een overzicht van zijn werk. In 2004 volgde Weg uit Wassenaar, een biografie van Boudewijn Büch. In 2012 verscheen een boek met Henk de Velde, over de eilanden wil waar Büch niet is geweest.